# Марчук Євген Миколайович
Євге́н Микола́йович Марчу́к (26 квітня 1988 — 26 травня 2015) — молодший сержант Збройних сил України, учасник російсько-української війни.

## Життєвий шлях
2005 року закінчив одну  з криворізьких шкіл. Брав активну участь у подіях Революції Гідності.
В часі війни — командир відділення 2-ї «афганської» штурмової роти 24-го окремого штурмового батальйону ЗСУ «Айдар».
26 травня 2015-го загинув під містом Золоте Попаснянського району; був поранений у плече, однак відмовився від госпіталізації та повернувся на бойові позиції. В подальшому знову потрапив під обстріл та зазнав множинних осколкових поранень, несумісних з життям.
З Євгеном попрощалися у Києві на Майдані Незалежності, похований в селі Радушне, Криворізький район.

## Нагороди та вшанування
- Указом Президента України № 216/2016 від 18 травня 2016 року — орденом «За мужність» III ступеня (посмертно)[1]
- медаль УПЦ КП «За жертовність і любов до України» (посмертно)
- нагрудний знак «Гідність та Честь» (посмертно)
- почесний громадянин Криворізького району (посмертно)
- в школі, котру закінчив Євген, відкрито меморіальну дошку його честі.